# فيلي كالاغان
فيلي كالاغان (بالإنجليزية: Willie Callaghan)‏ هو لاعب كرة قدم بريطاني، ولد في 9 ديسمبر 1941 في غلاسكو في المملكة المتحدة. لعب مع نادي أبردين ونادي ألبيون روفرز ونادي بارنسلي ونادي دمبرتون.